# Иштуганово
Иштуганово (баш. Иштуған) — деревня в Мелеузовском районе Республики Башкортостан Российской Федерации. Административный центр Иштугановского сельсовета.

## География

### Географическое положение
Находится на берегу реки Белой.
Расстояние до:
- районного центра (Мелеуз): 40 км,
- ближайшей ж/д станции (Мелеуз): 40 км.

## Население
| 2002 | 2009 | 2010 |
| ---- | ---- | ---- |
| 315  | ↗388 | ↘339 |

Национальный состав
Согласно переписи 2002 года, преобладающая национальность — башкиры (94 %).

## Религия
В деревне есть мечеть.